# Biển Crete

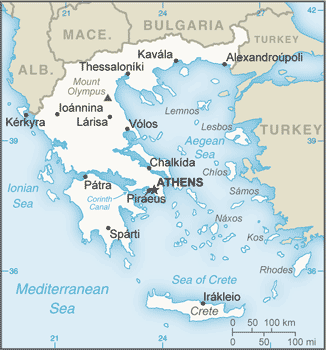
Vị trí biển Crete

Biển Crete là một biển nằm ở phía nam của biển Aegea và phía bắc đảo Crete, phía nam Cyclades. Biền này trải dài từ Kythera ở phía đông tới quần đảo Dodecanese của Karpathos và Kassos. Những biển liền kề là biển Ionia ở phía tây cũng như phần còn lại của Địa Trung Hải.